# Бумажные города (роман)
«Бумажные города» (англ. Paper Towns) — роман Джона М. Грина, опубликованный в октябре 2008 года издательством Dutton Books. Роман повествует о совершеннолетии главного героя Квентина "Кью" Джейкобсена и его поиске Марго Рот Шпигельман, соседки через дорогу, в которую он был влюблен с самого детства. Во время своих поисков Квентин и его друзья Бен, Радар и Лейси обнаруживают множество подсказок, которые оставила Марго.
Джон Грин черпал вдохновение для этой книги из своего опыта и знаний о бумажных городах, полученных во время путешествия по Южной Дакоте. Роман Дебютировал 5-м в списке лучших книг по версии New York Times и в 2009 награждён премией Эдгара По за лучший роман в стиле young adult. Экранизация романа была выпущена 24 июля 2015 года.

## Сюжет
Paper Towns в основном происходит в Джефферсон-парке и вокруг него, (вымышленном) подразделении, расположенном в пригороде Орландо, Флорида, и фокусируется на рассказчике и главном герое Квентине «Кью» Джейкобсене и его соседке Марго Рот Шпигельман, к которой Квентин всегда испытывал романтическое очарование. В подростковом возрасте Квентин и Марго вместе обнаружили труп местного жителя, покончившего с собой в парке по соседству. Спустя девять лет после этого инцидента, они стали старшими учениками школы Уинтер-парка, где Квентин — изгой, чьи лучшие друзья — Бен и Радар, а Марго — популярная ученица. За месяц до окончания школы Марго внезапно появляется в жизни Квентина, пролезая через окно его спальни, как и во время их первой встречи. Она разработала план мести из одиннадцати частей группе людей, которые, по ее мнению, причинили ей боль во время учебы в старшей школе, в число которых входит: ее неверный парень Джейс и сверстники Лейси и Бекка. Марго нуждается в сообщнике и машине, чтобы помочь ей, и Квентин соглашается. Марго и Квентин успешно воплощают в жизнь сюжет, разделяют романтически неоднозначный танец и возвращаются в свои дома на рассвете.
На следующий день Квентин задается вопросом, начнет ли Марго тусоваться с ним, Беном и Радаром, но через три дня родители заявляют, что Марго пропала. Квентин, Бен и Радар вскоре обнаруживают серию предметов, которые Марго оставила спрятанными для Квентина: фотографию Вуди Гатри на тени окна спальни Марго, выделенную копию поэмы Уолта Уитмена «Песнь о себе» и письменный адрес на дверном косяке спальни Квентина. Квентин и его друзья следуют этим подсказкам, чтобы найти заброшенный мини-торговый центр в Кристмасе, Флорида, который содержит доказательства недавнего присутствия Марго. Квентин борется за то, чтобы проанализировать все улики и оставшиеся материалы Марго в мини-маркете. Он подозревает, что подсказки должны привести его к ее нынешнему местонахождению, хотя и беспокоится, что она могла покончить с собой.
Основываясь на записке, которую Марго оставила, ссылаясь на «бумажные города», Квентин понимает, что Марго, возможно, прячется или похоронена в одном из многочисленных заброшенных кварталов, или «бумажных городов» — вокруг Орландо. Он обращается ко всем псевдо-видениям, где он чувствует, что она может скрываться, но не может найти ее. В день своего выпуска Квентин внезапно интерпретирует малоизвестный пост в Интернете, как означающий, что Марго скрывается в вымышленном городе в штате Нью-Йорк под названием Эглоу (который был создан как ловушка авторского права картографами) и что она планирует покинуть Эглоу сразу после 29 мая.
В Эглоу они обнаруживают, что Марго живет в старом, полуразрушенном сарае. Она шокирована, увидев их, что возмущает группу, которая ожидала, что она будет благодарна за их присутствие. Марго оставила эти улики только для того, чтобы заверить Квентина, что с ней все в порядке и она не хочет, чтобы ее нашли. Рассердившись ее отсутствием благодарности, Радар, Бен и Лейси покидают сарай и проводят ночь в мотеле. Квентин понимает, что образ Марго был таким же фальшивым, как и тот, который она излучала всем остальным, и начинает злиться на нее за то, что она тратила его время. Марго утверждает, что Квентин спас ее по эгоистическим причинам: по которым он хотел быть рыцарем в сияющих доспехах, который спас проблемную девушку. В конечном счете, Квентин признает, что с его стороны было несправедливо ожидать, что Марго будет соответствовать его идеальному образу, и он начинает логически преодолевать свое сексуальное влечение к ней. После их глубокой беседы Марго решает отправиться в Нью-Йорк и просит Квентина сопровождать ее. Квентин хочет остаться с ней, и они целуются, но он понимает, что его домашняя жизнь и обязанности мешают ему уехать. Марго обещает Квентину, что будет поддерживать с ним связь.

## Экранизация
В марте 2014 года Джон Грин заявил, что компания Fox 2000 выкупила права на экранизацию романа «Бумажные города». Над экранизацией «Бумажных городов» работала та же команда, что снимала «Виноваты звёзды». Режиссёром фильма выступил Джейк Шрейер. Главную мужскую роль сыграл Нэт Вульф. Позже стало известно, что главную женскую роль сыграет Кара Делевинь. Фильм вышел в прокат 24 июля 2015 года.